# ФК Стърлинг Албиън
ФК Стърлинг Албиън (на английски: Stirling Albion Football Club) е футболен клуб базиран в град Стърлинг, Шотландия. Отборът играе срещите си на стадион „Фортбанк Стейдиъм“ в предградията на града, близо до река Форт. Емблемата на клуба изобразява паметника на Уилям Уолъс и хълмовете Охъл.

## История
Стърлинг Албиън е основан през 1945 г. след като предишният футболен отбор от града – Кингс Парк, се разпада след Втората световна война. Стадионът на Кингс Парк е разрушен по време на войната при германските бомбардировки, като е ударен от единствената паднала бомба в града. Новият клуб е създаден от местния бизнесмен Томас Фъргюсън – въглищен магнат, който купува имението Анфийлд, за да построи нов стадион. Анфийлд остава основен стадион на отбора до 1992 г. Името 'Албиън' идва преобразувано от марката на въглищарските камиони на Фъргюсън – Албиън.
Между 1945 и 1960 клубът придобива репутацията на прекалено добър за долните дивизии и прекалено слаб за горните. Тогава получава и прозвището „Йо-йо“, поради постоянните промоции и бързи изпадания след това. През седемдесетте години, до средата на осемдесетте, отборът претърпява най-тежкия си период. Достига до последното ниво на шотландската лига и е заплашен от банкрут, който избягва чрез продажбата на стадиона си „Анфийлд“ на местната община. През този период (1984), обаче, записва и най-голямата си историческа победа – срещу отбора на Селкърк с 20:0. През 1986 г. Стърлинг става първият отбор в Шотландия, който играе мачовете си на изкуствена трева, след реконструкцията на „Анфийлд“.
Серията от слаби сезони на клуба най-накрая е прекъсната през 1991 година, когато под ръководството на Джон Брогън, бивш нападател на отбора, Стърлинг печели промоция за Първа дивизия. В този сезон клубът поставя рекорд като не губи нито едно от гостуванията си през цялата календарна година. Следващите три години Албиън остават в горната дивизия. През този период напускат стария си стадион в центъра на града и се преместват на новопостроения „Фортбанк“ на брега на река Форт. Между 1990 и 2000 отборът се движи между Първа и Втора дивизия с различен успех. От 2000 до 2003 Стърлинг отново претърпява тежки моменти, изпадайки в Трета дивизия. Клубът се стабилизира с идването на мениджъра Алън Мур, с който печели промоция и записва рекорд от 18 мача без загуба през сезон 2006-07. В края на този сезон клубът печели промоция за Първа дивизия след като на финалния плейоф побеждава като гост Еърдри с 3:0 пред 3465 зрители. През 2007-08 обаче Албиън отново изпада в долната дивизия.
В последните години отборът играе в третото ниво на шотландския футбол. През сезон 2012-13, въпреки че завършва на 7 място в класирането, Стърлинг успява да запише престижните победа и две равенства срещу допуснатия в Трета дивизия, след финансов банкрут, отбор на Рейнджърс. През следващия сезон клубът е сред основните кандидати за участие в плейофите на шотландската Лига 2.

## Успехи
- Шампион на Дивизия II: 1952-53, 1957-58, 1960-61, 1964-65
- Шампион на Втора Шотландска дивизия: 1976–77, 1990–91, 1995–96
- Победител в Плей-оф на Първа Шотландска дивизия: 2006–07

## Клубни рекорди
- Рекордна победа: 20:0 срещу Селкърк Купа на Шотландия 1-ви кръг, 8 декември 1984
- Рекордна загуба: 0:9 срещу Дънди Юнайтед, Дивизия I, 30 декември 1967
- Рекордно посещение (на Фортбенк): 3808 срещу Абърдийн, Купа на Шотландия 4-ти кръг, 15 февруари 1996
- Рекордно посещение (на Анфийлд): 26 400 сещу Селтик, Купа на Шотландия, 11 март 1959

## Състав за сезон 2013-14
* Бележка: Шотландската футболна лига не използва номера на екипите